# Eugenio Alejandro Cardini
Eugenio Alejandro Cardini (Buenos Aires; 9 de febrero de 1879-Mar del Plata, Provincia de Buenos Aires; 5 de enero de 1962) fue un fotógrafo y pionero del cine argentino.

## Vida familiar
Sus padres fueron los inmigrantes italianos Eugenio Cardini y Juana Airoldi Ticozzi, quienes se casaron el 27 de junio de 1872 en la parroquia de Nuestra Señora de la Piedad de Buenos Aires. Vivían en Avenida Rivadavia 694, en el barrio porteño de Montserrat, y tenían una fábrica de muebles de hierro en otra propiedad en la calle Rioja 1160, casi Avenida San Juan, en el barrio de San Cristóbal.

## Su relación con la fotografía y el cine
Desde pequeño Cardini se interesó en el arte y en 1896 se propuso construir un aparato similar al kinetoscopio de Thomas Edison y cuentan que diseñó una rudimentaria máquina de cine, que utilizaba negativo de 50mm sin perforar, movido por rodillos, con la cual realizó la primera filmación en Argentina y, con toda seguridad, en América del Sur. No conforme con la calidad lograda y gracias a su gran fortuna, viajó en 1897 a Francia y en París adquirió un aparato Lumière reversible, el séptimo que vendieron sus inventores, los hermanos Lumière, así como varias películas de los mismos. Durante ese mismo viaje, el 21 de noviembre de 1897, en el pueblo de Lecco al borde del Lago de Como, hizo su primera toma cinematográfica registrando en un rollo completo de 17 metros a un grupo de familiares que caminan hacia la cámara, se detienen, sonríen y fijan la vista en el objetivo. Esta cinta aún continua desaparecida.  
A su regreso al año siguiente a Argentina exhibió en círculos privados las películas que había adquirido en su viaje y también practicaba el arte de la fotografía en la Sociedad Fotográfica Argentina de Aficionados, que en 1900 le otorgó un primer premio por sus prácticas en estereoscopía.
Escenas Callejeras (1902) fue la primera película con línea argumental en Argentina, filmada frente a un telón pintado, y en 2 rollos. Este cortometraje es el primero en procurar contar una anécdota al retratar la actividad de personajes cotidianos (el farolero, un policía, el lustrabotas, niños jugando a las bolitas) y poner en escena un gag: el choque entre un ciclista y un transeúnte.
Estos pequeños filmes ocasionalmente se apartaban del registro documental como los que realizaba el operador francés Eugenio Py. Cardini se diferenció de otros cineastas de Argentina por elabororar situaciones muy sencillas con intérpretes improvisados.
Otros films destacados de Cardini fueron:
Salida de los obreros, que fue filmada en la fábrica de su padre;
Plaza de Mayo; Tedeum del 25 de mayo de 1902, en donde captó al Presidente Roca; El regimiento ciclista y En casa del fotógrafo. En esta última película muestra a un fotógrafo en acción, pero lo filma de manera extraña, frente a frente, dejando fuera de campo a los personajes que fotografía. El resultado es fascinante, en parte porque el concepto mismo de “fuera de campo” no existía, y en parte porque el plano elegido por Cardini implica una curiosa puesta en abismo, además de por las obvias connotaciones que se desprenden de la confrontación entre un viejo fotógrafo y un flamante cineasta. Y todo ello con una cámara de los hermanos Lumière.
En Mar del Plata la familia Cardini tenía en la calle San Luis 2061 una casa llamada Villa Pasturo que había construido el arquitecto Julián García Núñez en 1911 a pedido de la madre de Cardini, que fue demolida en la década de 1970 y cuya verja de entrada de estilo art decó de gran fuerza expresiva fue salvada por el industrial italiano Ricardo Gamalero, y se la puede ver en perfecto estado en la Casa de Madera, un atelier y galería de pintura de la calle Rawson 2250 de Mar del Plata, que fue una casa de madera de planta central.
Por su pasión por el manejo, pidió expresamente a la familia conducir a Mar del Plata, donde falleció el 5 de enero de 1962.